# Стотонік-Вілледж (Аризона)
Стотонік-Вілледж (англ. Stotonic Village) — переписна місцевість (CDP) в США, в окрузі Пінал штату Аризона. Населення — 610 осіб (2020).

## Географія
Стотонік-Вілледж розташований за координатами 33°9′10″ пн. ш. 111°49′0″ зх. д. / 33.15278° пн. ш. 111.81667° зх. д. (33.152793, -111.816729).  За даними Бюро перепису населення США в 2010 році переписна місцевість мала площу 12,83 км², уся площа — суходіл.

## Демографія
Згідно з переписом 2010 року, у переписній місцевості мешкало 659 осіб у 171 домогосподарстві у складі 137 родин. Густота населення становила 51 особа/км².  Було 181 помешкання (14/км²).
Расовий склад населення:
| - 92,6 % — корінних американців - 2,6 % — білих - 0,6 % — чорних або афроамериканців - 0,2 % — вихідців з тихоокеанських островів - 1,1 % — осіб інших рас |

До двох чи більше рас належало 3,0 %. Частка іспаномовних становила 13,5 % від усіх жителів.
За віковим діапазоном населення розподілялося таким чином: 40,2 % — особи молодші 18 років, 54,8 % — особи у віці 18—64 років, 5,0 % — особи у віці 65 років та старші. Медіана віку мешканця становила 23,3 року. На 100 осіб жіночої статі у переписній місцевості припадало 92,1 чоловіків;  на 100 жінок у віці від 18 років та старших — 91,3 чоловіків також старших 18 років.
За межею бідності перебувало 60,7 % осіб, у тому числі 64,9 % дітей у віці до 18 років та 38,4 % осіб у віці 65 років та старших.
Цивільне працевлаштоване населення становило 82 особи. Основні галузі зайнятості: мистецтво, розваги та відпочинок — 29,3 %, освіта, охорона здоров'я та соціальна допомога — 29,3 %, будівництво — 17,1 %, науковці, спеціалісти, менеджери — 13,4 %.